# Фјоренцуола ди Фокара (Пезаро и Урбино)
Фјоренцуола ди Фокара је насеље у Италији у округу Пезаро и Урбино, региону Марке.
Према процени из 2011. у насељу је живело 133 становника. Насеље се налази на надморској висини од 169 м.